# 金英燮
金英燮（韓語：김영섭，1962年—），韓國電視劇導演。

## 作品列表

### 電視劇
- 1999年：SBS《現在戀愛的時候》
- 2000年：SBS《善良的男人》
- 2001年：SBS《守護天使》
- 2002年：SBS《大朴家族》
- 2002年：SBS《冰花》
- 2003年：SBS《命運的搏擊》
- 2004年：SBS《小島老師》

### 總製作人作品
- 2005年：SBS《綠薔薇》
- 2005年：SBS《我的女孩》
- 2006年：SBS《回來吧順愛》
- 2007年：SBS《說客》
- 2008年：SBS《菜鳥變鳳凰》
- 2009年：SBS《吞噬太陽》
- 2009年：SBS《Dream》
- 2009年：SBS《你笑了》
- 2010年：SBS《濟眾院》
- 2010年：SBS《摘星星給我》
- 2010年：SBS《Oh My Lady》
- 2010年：SBS《檢察官公主》
- 2010年：SBS《沒關係，爸爸的女兒》
- 2010年：SBS《雅典娜：戰爭女神》
- 2011年：SBS《天堂牧場》
- 2011年：SBS《Midas》
- 2011年：SBS《城市獵人》
- 2014年：SBS《Three Days》

### 製作人作品
- 2000年：SBS《警察特攻隊》
- 2007年：SBS《外科醫生奉達熙》
- 2007年：SBS《大老婆的反擊》
- 2007年：SBS《殘酷的愛》

### 企劃作品
- 2005年：SBS《重返單身》
- 2005年：SBS《愛情需要奇蹟》
- 2005年：SBS《幸福女人花》
- 2006年：SBS《突然有一天》
- 2006年：SBS《101次求婚》
- 2006年：SBS《意外情緣My Love》
- 2007年：SBS《錢的戰爭》
- 2008年：SBS《我愛你》
- 2010年：SBS《鄰居冤家》
- 2010年：SBS《人生多美麗》
- 2010年：SBS《你的天國》
- 2012年：SBS《大風水》
- 2013年：SBS《那年冬天風在吹》
- 2013年：SBS《我戀愛的一切》
- 2014年：SBS《你們被包圍了》
- 2014年：SBS《就要相愛》
- 2014年：SBS《無盡的愛》
- 2014年：SBS《沒關係，是愛情啊》

## 外部連結
- NAVER （页面存档备份，存于）